# Lindera megaphylla
Lindera megaphylla är en lagerväxtart som beskrevs av William Botting Hemsley. Lindera megaphylla ingår i släktet Lindera och familjen lagerväxter. Inga underarter finns listade i Catalogue of Life.